# Küngös, Veszprém
Küngös  este un sat în districtul Balatonalmád, județul Veszprém, Ungaria, având o populație de 542 de locuitori (2011). 

## Demografie
Componența etnică a satului Küngös
     Maghiari (98,29%)
     Necunoscut (1,07%)
     Germani (0,64%)
     Alții (1,07%)
Componența confesională a satului Küngös
     Romano-catolici (32,84%)
     Reformați (22,69%)
     Fără religie (16,24%)
     Necunoscută (28,23%)
     Alte religii (1,11%)
Conform recensământului din 2011, satul Küngös avea 542 de locuitori. Din punct de vedere etnic, majoritatea locuitorilor (98,29%) erau maghiari. Apartenența etnică nu este cunoscută în cazul a 1,07% din locuitori. Nu există o religie majoritară, locuitorii fiind romano-catolici (32,84%), reformați (22,69%) și persoane fără religie (16,24%). Pentru 28,23% din locuitori nu este cunoscută apartenența confesională.